# Arve Tellefsen
Arve Tellefsen (født 14. december 1936) er en prisvindende norsk violinist.
Han er født og opvokset i Trondheim. Som seksårig begyndte han at spille violin på Trondheims musikskole. I 1955 begyndte han studier på Det Kongelige Danske Musikkonservatorium i København, hvor professor Henry Holst var hans hovedlærer, og i 1959 debuterede han i Universitetets aula i Oslo.
I løbet af en lang solistkarriere har han spillet med verdens bedste orkestre og dirigenter. Han har udgivet flere album og modtaget mange priser.
Arve Tellefsen er frimurer. I 2009 blev der afsløret en statue af Tellefsen ved Vor Frue Kirke.

## Priser og udmærkelser
- Ridder af Polyhymnia, ordenen til orkesteret ved Studentersamfundet i Trondhjem, i 1956.
- Prinsesse Astrids musikpris i 1956
- Harriet Cohen International Music Award, London i 1962
- Musikkritikerprisen i 1968/1969
- Griegprisen i 1973
- Festspill-prisen Festspillene i Bergen i 1975
- Sør-Trøndelag fylkes kulturpris i 1977
- Spellemannprisen 1977 i åben klasse for Sindings violinkoncert/du milde Mozart
- Årets Peer Gynt i 1978
- Spellemannprisen 1980 i klassen klassisk musik/samtidsmusik for Serenade
- Lindemanprisen 1982
- Gammleng-prisen 1983 i klassen klassisk
- Spellemannprisen 1986 i klassen klassisk musik/samtidsmusik for Grieg sonater for violin/klaver og cello/klaver sammen med Eva Knardahl (klaver), Aage Kvalbein (cello) og Jens Harald Bratlie (klaver)
- Spellemannprisen 1988 i åben klasse for Pan
- Udnevnt til medlem af det svenske Kungliga Musikaliska Akademien (1988)
- Oslo bys kulturpris i 1994
- Kommandør af St. Olavs Orden i 1994
- Norsk kulturråds ærespris i 1996
- Doctor Art Honoris Causa NTNU (Æresdoktor ved NTNU) 1996
- Æresborger af Trondheim i 1997
- Fartein Valen-prisen i 2004
- Ole Bull-prisen i 2004
- Kommandør med stjerne af St. Olavs Orden i 2005
- Anders Jahres kulturpris 2007

## Diskografi
- 1988: Pan (Norsk Plateproduksjon)
- 1992: Intermezzo (Grappa Music)
- 1995: Arco (Grappa Music)